# Diecezja Vera Paz
Diecezja Vera Paz (łac. Dioecesis Verae Pacis) – diecezja Kościoła rzymskokatolickiego w Gwatemali. Należy do archidiecezji Santiago de Guatemala. Została erygowana 14 stycznia 1935 roku na podstawie wikariatu apostolskiego Verapaz i Petén, który istniał tam od 1921 roku.

## Ordynariusze
- Luis Durou y Sure, C.M. (1928–1935)
- José Luis Montenegro y Flores (1935–1945)
- Raymundo Julian Martín, O.P. (1945–1966)
- Juan José Gerardi Conedera (1967–1974)
- Gerardo Humberto Flores Reyes (1977–2001)
- Rodolfo Valenzuela Núñez (2001–)